# Friedrich Louis Dobermann

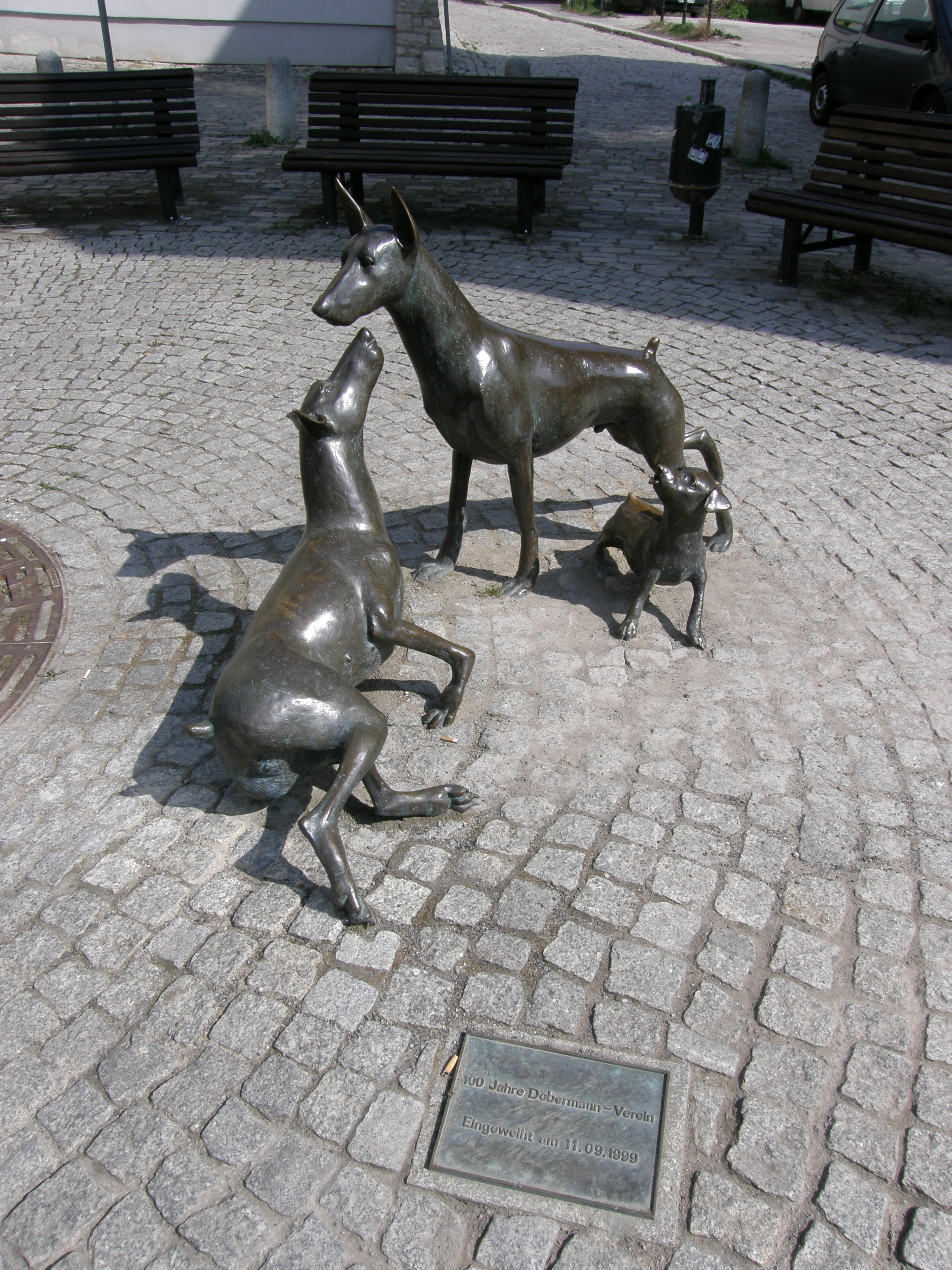
Dobermann-Denkmal in Apolda

Karl Friedrich Louis Dobermann, eigentlich: Tobermann, (* 2. Januar 1834 in Apolda; † 9. Juni 1894 ebenda) war Justizangestellter im thüringischen Apolda und darüber hinaus Wirker, Abdecker, Steuereintreiber und Hundefänger für das Amt Niederroßla. Er legte durch Kreuzung verschiedener Hunde, wie Pinscher, Weimaraner, Pointer und Vorstehhunde den Grundstein für die Zucht des später nach ihm benannten Dobermanns.
Dobermann arbeitete neben den genannten Tätigkeiten außerdem jahrelang als Nachtpolizist und benötigte einen scharfen Gebrauchshund zum Personenschutz. Er beschäftigte sich mit Hundezüchtung und nutzte neben den bekannten Hunderassen auch Mischlingshunde, die er durch seine Arbeit zur Verfügung hatte. So ist die exakte Rassenzusammensetzung der ersten Dobermänner nicht mehr im Detail nachzuvollziehen.

## Denkmal
Auf dem 2019 neu gestalteten Platz an der Apoldaer Martinskirche befindet sich das der Rasse Dobermann und ihrem Züchter und Namensgeber gewidmete „Dobermann-Denkmal“ mit der Darstellung einer Dobermannfamilie. Der Entwurf stammt von der Bildhauerin Kerstin Stöckel aus Kapellendorf. Der vorherige Standort befand sich in der Teichgasse.